# Pink Panthers
Pink Panthers war der Name einer weltweit tätigen Gruppe von Juwelenräubern, die der Organisierten Kriminalität zugerechnet wurden. Den geschätzten 200 Mitgliedern wurden mit Stand von 2013 insgesamt 150 Überfälle zugeschrieben, bei denen sie Schmuck im Wert von mehr als 200 Millionen US-Dollar erbeutet haben sollen.

## Hintergrund
Die meisten Mitglieder der aus höchstens 150 Personen (Stand: 2014) bestehenden Bande stammten aus den Balkanstaaten. Ihnen wurden bis 2009 mehr als 120 Überfälle vorgeworfen, bei denen sie in Europa, Asien und den Golfstaaten Juwelen und Uhren im Wert von über 500 Millionen Euro erbeutet haben.
Die Bande war weniger eine Diebesbande im klassischen Sinne, sondern eher ein soziales Netzwerk von Profis, aus welchem sich für jede Tat neue Kleingruppen rekrutieren. Die Gruppe war in einer Art Zellen-System organisiert, deren Mitglieder sich nach einem nicht erkennbaren System immer wieder neu zusammenfinden, um ihre Überfälle auszuführen. Es gab keine sichtbare klare Hierarchie wie beispielsweise in der Mafia, sondern einige Anführer, die für ihre Überfälle Handlanger engagieren, die beispielsweise Fluchtwagen stehlen oder Unterkünfte organisieren. Die Gemeinsamkeit der Mitglieder war, dass sie fast alle aus dem ehemaligen Jugoslawien stammen, deshalb Serbokroatisch sprechen und größtenteils in der Armee oder als Milizen im Einsatz waren. Darauf führte Interpol auch ihre Gewandtheit und Skrupellosigkeit im Umgang mit Waffen zurück.
Laut einem Film der BBC hatte die Gruppe gute Kontakte zum serbischen Geheimdienst BIA. Besonders der Handel des Diebesgutes soll mit dem Wissen von Politikern erfolgen. In den letzten Jahren schien sich ein Generationswechsel zu vollziehen. Die jüngeren Mitglieder waren laut der Journalistin Havana Marking nicht mehr so professionell, agierten dafür aber umso brutaler. Dies wurde offensichtlich, als 2013 in Serbien ein Polizist von Bandenmitgliedern erschossen und in Spanien ein Polizist nach einem Überfall schwer verletzt wurde.

## Namensgebung
Den Namen bekam die Gruppe von Scotland-Yard-Beamten, nachdem sie 1993 in London einen Juwelier ausgeraubt hatte. Die Beute, Diamanten im Wert von einer halben Million Pfund, versteckten sie in einem Tiegel Gesichtscreme – eine Taktik, die schon 1963 in einem „Pink Panther“-Film zu sehen war.

## Überfälle und Befreiungsaktionen
Nach aufwendig geplanten und schnell durchgeführten Überfällen unter anderem in London, Paris, Dubai, Genf, Monaco oder Tokio war die Mehrheit der Pink Panthers immer noch auf freiem Fuß. 
Interpol geht davon aus, dass bis 2009 weltweit 120 Überfälle vor allem auf Juweliere von Mitgliedern der Bande begangen wurden.

### Taktik
Ein typisch durchgeführter Überfall war der auf einen Juwelier im schweizerischen Lausanne. Am Nachmittag des 5. Mai 2009 betraten zwei Mitglieder der Bande das Geschäft. Die beiden elegant gekleideten Männer arbeiteten hoch präzise den Überfall ab und zwangen die Angestellten und den Besitzer in einen Nebenraum. Der Überfall dauert eine Minute und 47 Sekunden und erbrachte einen Beutewert von mehr als zwei Millionen Schweizer Franken (rund 1,9 Millionen Euro). 
Zudem wurden mehrere Mitglieder aus Gefängnissen befreit. Diese Ausbrüche erweckten großes Medieninteresse. Beispielsweise wurde im Juli 2013 mit einem Fahrzeug das Eingangstor eines Schweizer Gefängnisses durchbrochen und zwei Häftlingen mit Leitern zur Flucht verholfen. Die Täter schossen dabei mit Sturmgewehren, verletzt wurde aber niemand.
Laut eines deutschen Polizeikommissars habe die Bande eine Arbeitsweise entwickelt, die sie dem jeweiligen Objekt anpassen könne, was sie unberechenbar mache. „Sie sind bei der Planung ihrer Überfalle sehr kreativ und sie machen sehr wenig Fehler,“ sagt er 2009 der Zeitschrift Stern. „Bereits Wochen vor einem Überfall spionieren die Bandenmitglieder den jeweiligen Juwelier aus, oder kommen selbst als Kunden ins Geschäft. Sie lassen sich Schmuck und Uhren zeigen und wissen so ganz genau, ob sich ein Überfall lohnt. Sie wissen dadurch, welcher Bestand sich im Geschäft befindet und wo welche Steine oder Uhren liegen. Sie kundschaften die Alarmvorkehrungen der Juweliere aus und wissen zum Beispiel, ob sie klingeln müssen, um in den Laden zu kommen, ob die besonders teuren Steine separat in Tresoren gelagert werden, oder ob der Juwelier Sicherheitspersonal in Zivil vor dem Laden postiert hat. Sie können so auch die Position der Überwachungskameras bestimmen und wissen, wann wie viel Personal im Geschäft ist und wann wenig Kundschaft anwesend ist. Die Pink Panther kalkulierten immer mit ein, dass Alarm ausgelöst wird, und wissen, wie viel Zeit sie bis zum Eintreffen der Polizei haben werden. Sie recherchieren auch, welche Streifen wann Patrouille fahren und wann die Polizisten Schichtwechsel haben. Die Bande nutzte mehrere Fluchtvarianten. Meist flüchten die Täter die ersten Meter zu Fuß, rennen bevorzugt in Gegenrichtung durch Einbahnstraßen, weil ihnen so keine Autos folgen können, steigen dann in einen gestohlenen Wagen, den ein Komplize steuert, und stellen ihn nach wenigen Kilometern ab, um in einen anderen Fluchtwagen zu wechseln. Auch ihre Fluchtroute passen sie den lokalen Gegebenheiten an.“ 
Bei einem Überfall auf einen Juwelier in einem Hamburger Einkaufszentrum im Juni 2007 flüchteten die Täter der Uzice-Gruppe-Untergruppe (benannt nach ihrem serbischen Heimatort Užice) auf Motorrollern durch ein Waldgebiet, weil die Polizeihubschrauber sie so nicht verfolgen konnten.

## Ermittlungen und Verhaftungen
Im Mai 2009 hatte die französische Polizei zwei Mitglieder der Bande festgenommen. Auf die Spur der beiden Verdächtigen war die Polizei damals gekommen, nachdem sie zuvor zwei andere Männer festgenommen hatte, die von den Behörden in Liechtenstein und der Schweiz gesucht wurden. Sie gehörten ebenfalls zum Kreis der Bande. Mitglieder der Bande befreiten ihre Kollegen im Juli 2013 aus einem Schweizer Gefängnis.
Im Juli 2013 nahm die montenegrinische Polizei nach eigenen Angaben ein mutmaßliches Mitglied der „Pink Panther“ fest. Der Serbe Igor Jocic wurde bei dem Versuch, die Grenze zwischen den beiden Balkanstaaten Montenegro und Serbien zu überqueren, aufgegriffen. Welche Verbrechen dem mutmaßlichen Täter innerhalb der Bandenstruktur im Einzelnen vorgeworfen wird, wurde zunächst nicht näher benannt.
Am 12. Januar 2008 hatte ein Angehöriger der Bande mit einem unbekannten Mittäter ein Juweliergeschäft auf der Breite Straße in Köln überfallen und dabei Schmuck im Wert von 560.890 Euro erbeutet. Wegen schweren Raubes wurde er 2015 zu einer Haftstrafe von sechseinhalb Jahren verurteilt.
Im März 2017 wurden zwei mutmaßliche Mitglieder der Gruppe nach einem Überfall auf ein Juweliergeschäft an der Costa Meloneras im Süden Gran Canarias verhaftet,
im Februar 2018 vier mutmaßliche Mitglieder auf frischer Tat im schweizerischen Lugano.
Am 9. September 2023 wurde in Köln-Ehrenfeld ein per Haftbefehl gesuchter 44-jähriger bosnisch-herzegowinischer Mann, mutmaßliches Mitglied der "Pink Panther" Organisation, gegen 21.30 Uhr festgenommen, nachdem die Polizei einen Hinweis auf seinen Aufenthaltsort erhielt.